# Preben Neergaard
Preben Neergaard (* 2. Mai 1920 in Farum; † 22. Juli 1990 in Frederiksberg) war ein dänischer Schauspieler und Regisseur.

## Leben
Preben Neergaard wuchs als einziger Sohn des Bankkaufmannes Erik Neergaard (1896–1959) und der Tänzerin Ulla Rathsack (1894–1982) in der ostdänischen Kleinstadt Farum auf.
Nach seinem Schulabschluss absolvierte er von 1938 bis 1942 seine Schauspielausbildung an der Eleveskole des Königlichen Theaters Kopenhagen. Dort hatte er am 17. April 1942 als Darsteller sein Bühnendebüt und war bis zum Jahr 1947 und erneut von 1952 bis 1958 als festes Ensemblemitglied engagiert. Als Bühnendarsteller wirkte er im Laufe seiner Karriere in zahlreichen Theaterstücken, Musicals, Operetten, Varieté-Shows und in Kabarett-Programmen mit, so am Folketeatret, am Odense Teater, am Aarhus Teater oder am Betty-Nansen-Theater. In den 1960er-Jahren gehörte er einige Zeit lang zum Schauspielerensemble des Kopenhagener Vergnügungsparks Tivoli.
In seiner rund viereinhalb Jahrzehnte lang andauernden Karriere wirkte Neergaard als Schauspieler vor der Kamera von 1943 bis 1990 in mehr als 90 Film-und-Fernsehproduktionen mit, darunter in einem Film der achtteiligen Filmreihe Vater hoch vier oder in einer Folge der Serie Oh, diese Mieter!. Eine seiner letzten Rollen spielte er im Jahr 1983 in der ersten dänischen Sitcom Een store Familie. Neergaard führte zwischen 1953 und 1966 bei insgesamt acht Spielfilmen die Regie. Er war auch als Drehbuchautor tätig. Zudem war er als Synchronsprecher für Zeichentrickfilme aktiv, wie für Cinderella, Robin Hood oder Asterix. Neergaard wurde für sein filmisches Schaffen mehrmals geehrt, so wurde er unter anderem im Jahr 1970 mit dem Teaterpokalen ausgezeichnet. Später wurde ihm der Dannebrogorden zuerkannt.
Preben Neergaard war insgesamt fünfmal verheiratet und hatte aus seiner dritten Ehe eine Tochter. Seine erste Ehefrau war von 1942 bis 1945 die Schauspielerin Anita Prülaider (1922–1987). In zweiter Ehe war er von 1946 bis 1957 mit der Schauspielerin Brigitte Reimer (1926–2021) verheiratet. Neergaard starb am 22. Juli 1990 im Alter von 70 Jahren im Frederiksberg Hospital an den Folgen einer langjährigen Krebserkrankung. Seine Grabstätte befindet sich auf dem Ordrup-Friedhof in Kopenhagen.

## Filmografie (Auswahl)
- 1943: Tag der Rache
- 1944: Elly Petersen
- 1944: Frechheit siegt
- 1945: Rote Wiesen
- 1946: Ditte – ein Menschenkind
- 1947: Verflixte Rangen
- 1948: Kristinus Bergman
- 1950: Susanne
- 1951: Dorte
- 1953: Kriminalsagen Tove Andersen
- 1954: Vater hoch vier (Filmreihe)
- 1959: Pao aus dem Dschungel
- 1960: Kein Pardon nach Mitternacht
- 1961: Der Junge, der Pferde liebte
- 1962: Verrat auf Befehl
- 1964: Jungfernstreich
- 1970: Bella
- 1974: Oh, diese Mieter! (Fernsehserie, 1 Folge)
- 1978: Else Kant
- 1980: Enlig far
- 1983: Een store Familie (Sitcom)
- 1984: Suzanne und Leonard
- 1987: Peter von Scholten
- 1990: Cecilia